# Флиндерс-Чейс
Флиндерс-Чейс — национальный парк на острове Кенгуру к югу от Аделаиды в Австралии. Парк был основан в 1919 году и имеет площадь 326 квадратных километров. Ближайший город Кингскот расположен приблизительно в 110 км.
Главные достопримечательности парка: причудливые скальные образования Remarkable Rocks, колонии морских котиков на побережье и маяк на мысе Борда 1858 года. Кроме того, в парке встречаются многочисленные кенгуру и коалы.
Эму острова Кенгуру когда-то были эндемиками острова, но вымерли в XIX веке. На территории парка обитает шесть видов лягушек. На побережье встречается кожистая черепаха.